# Nabaltec
Die Nabaltec AG ist ein Unternehmen der chemischen Industrie mit Sitz in Schwandorf in der Oberpfalz. Nabaltec stellt halogenfreie, flammhemmende Füllstoffe und umweltfreundliche Additive für die Kunststoffindustrie sowie keramische Rohstoffe für die Feuerfestindustrie und technische Keramik her.

## Geschichte
Das Unternehmen geht zurück auf die Aluminiumoxidproduktion des Nabwerkes der VAW Aluminium AG in Schwandorf, das 1995 von der Nabaltec GmbH übernommen wurde.
Im folgenden Jahr wurde das Unternehmen vom heutigen Mitglied des Vorstandes, Johannes Heckmann, und anderen Personen erworben. 2005 gründete Nabaltec zusammen mit Sherwin Alumina, einem US-amerikanischen Aluminiumoxidhersteller, in Corpus Christi, Texas, ein Joint Venture mit dem Namen Nashtec. Im März 2017 erwarb die Nabaltec AG die restlichen 49 % der Gesellschaftsanteile an dem Joint Venture Nashtec.
Im September 2006 wurde das Unternehmen in eine Aktiengesellschaft umgewandelt. Die Aktie wurde im Entry Standard der Deutschen Börse AG gehandelt und gehörte zum Entry Standard Index. Seit März 2017 besteht eine Notierung im Scale-Segment.
Im Geschäftsjahr 2020 erzielte Nabaltec mit einem Umsatz von 159,6 Millionen Euro coronabedingt ein Konzernergebnis von −19,7 Millionen Euro, 2019 wurde ein Ergebnis von 10,7 Mio. Euro erzielt. Das Unternehmen beschäftigte 2020 490 Mitarbeiter.

## Produkte
Auf der Basis von Aluminiumhydroxid und Aluminiumoxid entwickelt, produziert und vertreibt Nabaltec hochspezialisierte Produkte in den beiden Produktsegmenten „Funktionale Füllstoffe“ und „Spezialoxide“ im industriellen Maßstab.
Der Unternehmensbereich „Funktionale Füllstoffe“ umfasst halogenfreie, flammhemmende Füllstoffe, umweltfreundliche Additive und Böhmit. Flammhemmende Füllstoffe erschweren das Entflammen von Kunststoffen (z. B. Verkabelung, Isolierung und Dämmstoffe in Tunneln, Flughäfen und Hochhäusern), sind ungiftig und vermindern die Entwicklung von gesundheits- und umweltschädlichen Rauchgasen. Additive schützen Kunststoff vor der Zersetzung durch Hitze, Licht (UV-Strahlung) und Sauerstoff. Sie ersetzen schwermetallhaltige Stabilisatoren in der PVC-Verarbeitung. Böhmit wird in der Elektronikindustrie für die Flammhemmung von schwermetallfreien Leiterplatten eingesetzt, zunehmend findet er auch Verwendung als temperaturbeständige Beschichtung von Lithium-Ionen-Akkus und wird deshalb im Bereich Elektromobilität verwendet.
Im Unternehmensbereich „Spezialoxide“ stellt Nabaltec aus Aluminiumoxiden keramische Rohstoffe und Massen her. Zum Einsatz kommen diese unter anderem in der Feuerfestindustrie, der technischen Keramik oder bei der Herstellung von Verschleiß- oder Elektrokeramik. Produktbeispiele sind etwa Zündkerzen oder Hochspannungsisolatoren.